# Frans Verheijen
Frans Verheijen (Dongen, 3 januari 1922 – Zeeland (Noord-Brabant), 22 april 1979)  was een Nederlands politicus van de KVP.
Hij werd geboren als zoon van Hermanus Verheijen (1884-1945) en Johanna Carolina Anna Bressers (1882-1942). F. Verheijen is afgestudeerd in de rechten en was adjuncthoofd van het bureau Noord-Brabant van het departement van Maatschappelijk Werk voor hij in april 1958 benoemd werd tot burgemeester van de Noord-Brabantse gemeente Zeeland. Vanaf 1969 was hij daarnaast negen jaar burgemeester van Berghem. In 1979 overleed hij op 57-jarige leeftijd.